# Microregione di Uruburetama
Uruburetama è una microregione dello Stato del Ceará in Brasile, appartenente alla mesoregione di Norte Cearense.

## Comuni
Comprende 4 municipi:
- Itapajé
- Tururu
- Umirim
- Uruburetama